# Douglas John Connah
Douglas John Connah (* 20. April 1871 in New York City; † 23. August 1941 ebenda) war ein US-amerikanischer Landschafts- und Porträtmaler sowie Illustrator. An verschiedenen Kunst- und Sommerschulen in den Vereinigten Staaten wirkte er als Lehrer. Von 1897 bis 1909 war er als Nachfolger von William Merritt Chase Leiter und Lehrer der New York School of Art.

## Leben
Connah war der Sohn von John Connah und dessen Ehefrau Anna Maria, geborene Dalhousie Duff. Zum Kunststudium verließ Connah seine Heimatstadt New York und besuchte die Großherzoglich-Sächsische Kunstschule Weimar. 1887 schrieb er sich als 18-Jähriger an der Kunstakademie Düsseldorf ein. Dort besuchte er bis 1888 die Elementarklasse von Heinrich Lauenstein. Außerdem war in Düsseldorf Wilhelm Sohn sein Lehrer. Weitere Station seiner künstlerischen Ausbildung war die Académie Julian in Paris, wo er unter Jean-Joseph Benjamin-Constant und Jean-Paul Laurens studierte und regelmäßig im Salon ausstellte.

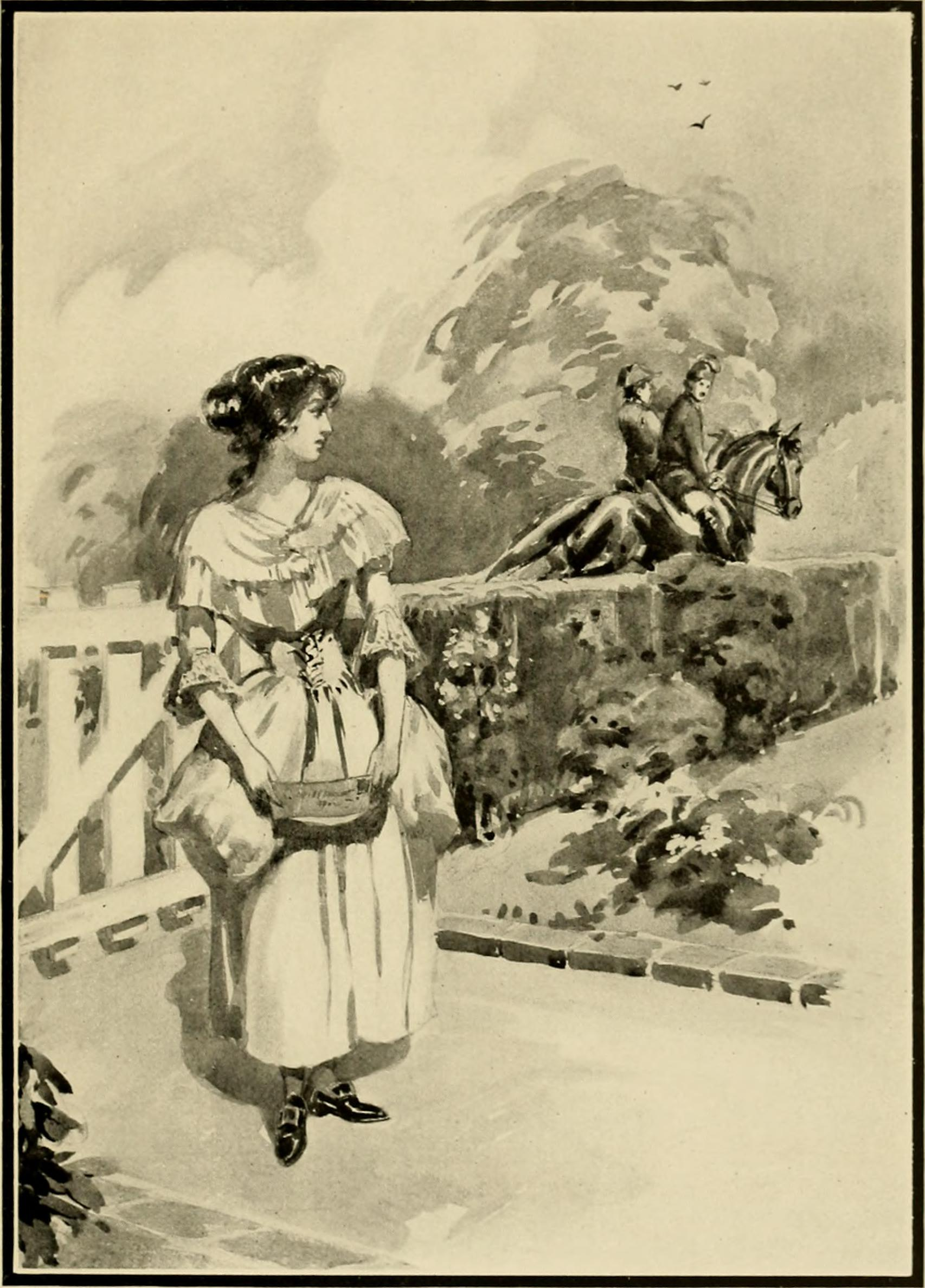
Illustration aus Two Girls of Old New Jersey, 1912

Im Oktober 1893 heiratete er in London Nora Leslie. Sie gebar John Ferris „Jack“ Connah (1896–1979), der später ebenfalls ein Porträtmaler wurde. 1893 war Connah auf der World’s Columbian Exposition vertreten. 1894 trat er in der Royal Academy of Arts durch das Porträt Lost in Reverie (Verloren in Träumerei) in Erscheinung. Dieses Bildnis der 4-jährigen Agatha Mary Clarissa Miller, die später als Agatha Christie eine der erfolgreichsten Schriftstellerinnen der Literaturgeschichte wurde, gilt als sein bekanntestes Werk. Seit etwa dieser Zeit lieferte er Illustrationen für Zeitschriften, etwa für die Londoner Magazine The Illustrated London News und The Sketch, später auch für Bücher, etwa für die 1912 erschienene Erzählung Two Girls of Old New Jersey von Agnes Carr Sage (* 1854).
In New York City, wohin Connah Mitte der 1890er Jahre zurückkehrte und wo er an der National Academy of Design ausstellte, wurde er von dem Porträt- und Landschaftsmaler William Merritt Chase protegiert. Von 1897 bis 1900 unterrichtete Connah an dessen Shinnecock Summer School of Art, die als erste Kunstschule für Freilichtmalerei der Vereinigten Staaten in der Nähe der Ortschaft Southampton auf Long Island männliche und weibliche Kunstschüler ausbildete. Außerdem arbeitete er an dessen New Yorker Kunstschule, die männliche und weibliche Schüler in den Fächern Zeichnung, Malerei, Komposition, Illustration, Architektur und Design unterwies. Diese Schule hatte Chase 1896 gegründet. Connah führte die Schule, die 1898 den Namen New York School of Art annahm, von 1897 bis 1909. Unter dem Namen Parsons School of Design existiert sie noch heute. Zu den Schülern, die unter seiner Ägide dort studierten, zählen etwa George Wesley Bellows, Patrick Henry Bruce, Edward Hopper, Rockwell Kent und Walter Pach. Zu den Lehrern, die unter dem Direktorat Connahs arbeiteten, gehörten neben Chase auch Alice Beckington (1868–1942), Grace Cornelia Canedy (1869–1965), Frank Vincent DuMond (1865–1951), Kenneth Hayes Miller (1876–1952), Francis Luis Mora (1874–1940), Theodora W. Thayer (1868–1905), Eugene Paul Ullman (1877–1953), ab 1909 für kurze Zeit auch Robert Henri.
Im Jahr 1911 gründete Connah in Boston die New England School of Design (auch New School und New School of Design), die er bis 1924 leitete. Zu den bekannteren Schülern dieser Kunstschule, an der neben Connah und weiteren Lehrkräften Vesper Lincoln George (1865–1934) unterrichtete, gehörte Arshile Gorky.
1925 kehrte Connah nach New York zurück und wurde Co-Direktor der New York School of Design, auch bekannt unter dem Namen American School of Design. Am 6. Oktober 1926 heiratete er Dorothy „Kay“ Hardy, seine zweite Ehefrau, nachdem sich seine erste Gattin wegen Connahs „Schürzenjägerei“ Anfang der 1920er Jahre hatte scheiden lassen. 1929 erwarb das Paar das historische Buckingham House in Deep River (Connecticut), wo es in den 1930er Jahren Sommerkurse veranstaltete.